# 타이 비엣젯 항공
타이 비엣젯 항공(영어: Thai VietJet Air)은 2014년에 설립된 태국의 저비용 항공사로 비엣젯 항공의 자회사에 속한다. 수완나품 공항이 허브 공항으로 이 외에도 태국의 주요 도시에 취항하고 있으며 2015년 3월 29일부터 운항하기 시작했다.

## 보유 기종
- 2020년 12월 기준으로 타이 비엣젯 항공은 다음과 같이 보유하고 있다.

## 사진

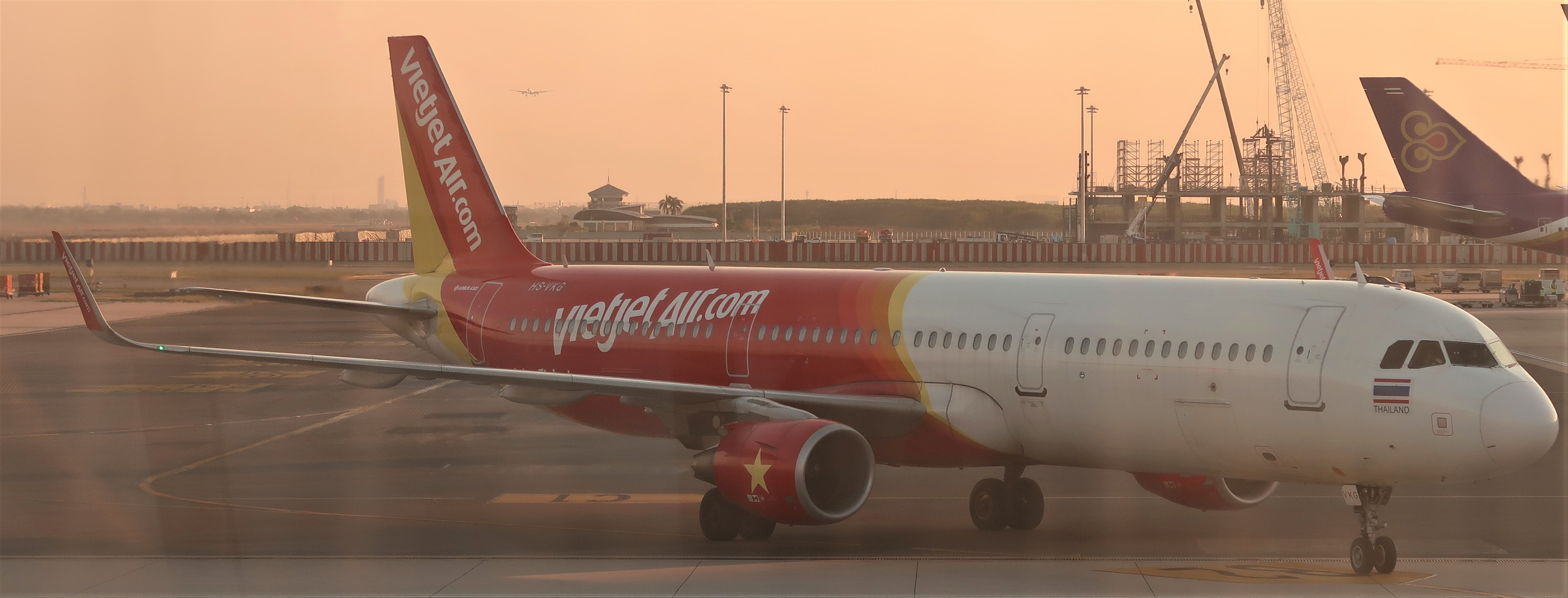
타이 비엣젯 항공의 에어버스 A321-200

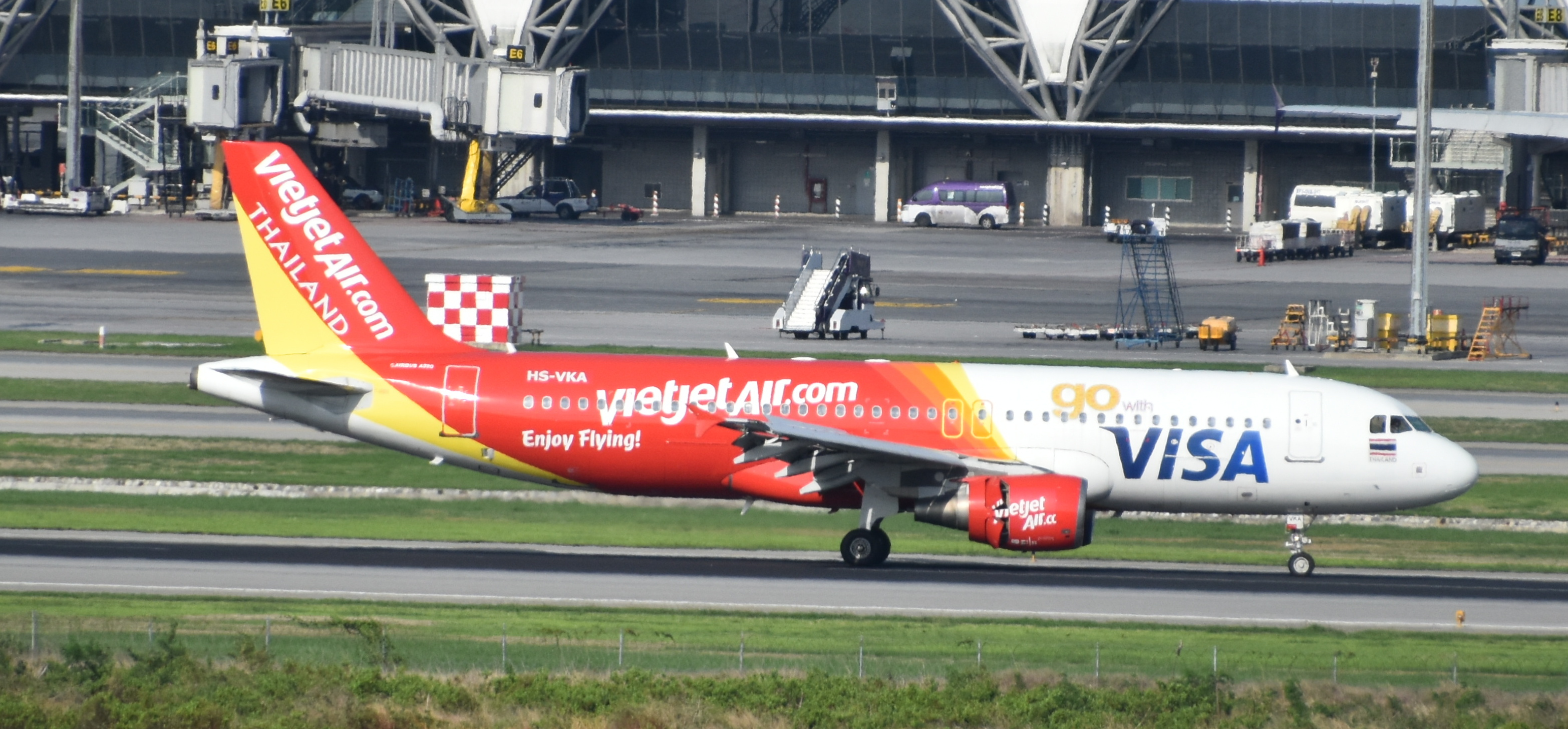
타이 비엣젯 항공의 에어버스 A320-200